# Mesophlebion crassifolium
Mesophlebion crassifolium är en kärrbräkenväxtart som först beskrevs av Bl., och fick sitt nu gällande namn av Holtt. Mesophlebion crassifolium ingår i släktet Mesophlebion och familjen Thelypteridaceae. Inga underarter finns listade.